# Belinda Bauer (Schriftstellerin)
Belinda Bauer (* 1962 in Großbritannien) ist eine britische Schriftstellerin, Drehbuchautorin und Journalistin.

## Leben und Werk
Belinda Bauer ist in England und Südafrika aufgewachsen, studierte nach ihrer Schulausbildung Journalismus an der Cardiff University und arbeitete danach als Journalistin in Cardiff. Nachdem sie für ihr Drehbuch The Locker Room mit dem renommierten BAFTA Carl Foreman Award for Young British Screenwriters ausgezeichnet wurde, erhielt sie ein Stipendium für ein Film- und Drehbuchstudium an der California State University. Sie kehrte nach dem Studienabschluss nach Wales zurück und arbeitete zunächst als Sekretärin, Journalistin und Drehbuchautorin, bevor sie sich ganz ihrer schriftstellerischen Karriere zuwandte. Für ihren ersten Thriller Blacklands, der 2010 veröffentlicht wurde und noch im selben Jahr unter dem deutschen Titel Das Grab im Moor im Goldmann Verlag erschien, wurde sie mit dem CWA Gold Dagger für den besten englischsprachigen Spannungsroman ausgezeichnet. Seither veröffentlichte Belinda Bauer weitere erfolgreiche Thriller und Psychothriller.
Die Autorin lebt und arbeitet in Wales. 

## Werke
- 2010 Blacklands
  - Das Grab im Moor (dt. Übersetzung von Marie-Luise Bezzenberger), Goldmann, München 2010, ISBN 978-3-442-47176-8.
- 2011 Darkside
  - Der Beschützer (dt. Übersetzung von Marie-Luise Bezzenberger), Manhattan, München 2012, ISBN 978-3-442-54701-2.
- 2012 Finders Keepers
  - Ihr liebt sie nicht (dt. Übersetzung von Marie-Luise Bezzenberger), Manhattan, München 2013, ISBN 978-3-442-54713-5.
- 2013 Rubbernecker
  - Was tot ist (dt. Übersetzung von Marie-Luise Bezzenberger), Manhattan, München 2014, ISBN 978-3-442-54750-0.
- 2013 High Rollers (als Jack Bowman)
  - Crash – Gefahr über den Wolken (dt. Übersetzung von Holger Hanowell), Bastei Lübbe, Köln 2014, ISBN 978-3-404-17084-5.
- 2014 The Facts of Life and Death
  - Mädchenbeute (dt. Übersetzung von Marie-Luise Bezzenberger), Manhattan, München 2015, ISBN 978-3-442-54758-6.
- 2015 The Shut Eye
  - Totenkind (dt. Übersetzung von Marie-Luise Bezzenberger), Goldmann, München 2015, ISBN 978-3-442-48479-9.
- 2016 The Beautiful Dead
  - Der Tod so nah (dt. Übersetzung von Marie-Luise Bezzenberger), Goldmann, München 2018, ISBN 978-3-442-48835-3.
- 2018 Snap
  - Die verlassenen Kinder (dt. Übersetzung von Marie-Luise Bezzenberger), Goldmann, München 2020, ISBN 978-3-442-49054-7.
- 2021 Exit
  - Keiner stirbt allein (dt. Übersetzung von Marie-Luise Bezzenberger), Goldmann, München 2022, ISBN 978-3-442-49250-3.
- 2025 The Impossible Thing